# Ніч перед Різдвом (мультфільм, 1933)
«Ніч перед Різдвом», також знаний як «Іграшки Санти» (англ. The Night Before Christmas) — американський докодексовий короткометражний анімаційний фільм 1933 року, який створила студія Walt Disney Productions і випустила United Artists. Частина циклу «Кумедні симфонії», фільм є адаптацією поеми Клемента Кларка Мура 1823 року «Візит святого Миколая», яку в народі називають «Ніч перед Різдвом». Режисером фільму став аніматор Disney Вілфред Джексон.

## Сюжет
У вільній адаптації відомої поеми Клемента К. Мура показано, як святий Нік доставляє іграшки, виготовлені ним у діснеївській Майстерні Санти (1932), до будинку, повного сплячих дітей. Іграшки оживають, танцюють і веселяться. Діти прокидаються й знаходять гарну ялинку з багатьма іграшками.

## Випуск на DVD
19 грудня 2006 року короткометражний фільм вийшов на DVD Walt Disney Treasures: More Silly Symphonies, Volume Two.